# Triboniophorus graeffei
Triboniophorus graeffei — вид черевоногих молюсків родини Athoracophoridae.

## Поширення
Ендемік Австралії. Поширений вздовж східного узбережжя країни у штатах Квінсленд, Вікторія, Новий Південний Уельс. Трапляється у вологих затінених місцинах: лісах, садах, парках, пустках. 

## Опис
Слизні листоподібної форми, завдовжки до 14 см. Один з найбільших наземних молюсків Австралії. На голові є одна пара щупалець. Забарвлення мінливе, слимаки можуть бути білими, кремовими, жовтими, темними або світло-сірими, бежевими, рожевими, червоними або оливково-зеленими. На дорсальній стороні мантії навколо пневмостома (дихального отвору) є червоний (можу бути також помаранчевий, пурпуровий або бордовий) трикутник, а по краю ноги тянеться червона лінія.